# PRAVE!
《PRAVE!》（ぷれいぶっ!）是高遠豹介的日本輕小說作品，由プリンプリン負責繪製插畫。於電擊文庫自2010年2月開始出版。

## 故事簡介
主角雪村統吾在暑假時被召喚到異世界阿奇巴爾，在陌生的土地成為勇者，並打倒了威脅世界的魔王。在回到原本的世界後，統吾被轉學到來自異世界的人們所聚集的學校。擊退魔王而拯救了世界的統吾，自信滿滿的轉入新學校，卻發現每個同學都比自己強很多。統吾的同學夏森朱音，誤以為統吾是強大的勇者，統吾為了不讓朱音失望，下定決心成為不輸給任何人的勇者。

## 登場人物
雪村 統吾
本作主角。暑假時突然被召喚到異世界，成為拯救世界的勇者。靠著阿奇巴爾的傳說之劍「統吾神劍」，讓身體能力大幅提升，擁有阿奇巴爾最強力量。然而，轉入學園之後，才發現自己是多麼不堪一擊。基本上負責裝傻，吐嘈也很出色，行動是在搞笑還是真的少根筋很難判斷。
夏森 朱音
魔法使。個性開朗純真，有點天然呆，以為統吾很強。在原本的世界中表現很差，只能使用初級魔法，但就連初級的威嚇魔法都具有能夠讓阿奇巴爾的魔王受重傷的威力。職業雖然是魔法使，但身體能力比統吾還強。
城田 明道
武道家。在學園裡和統吾一樣是最弱等級，但能夠進行統吾不會使用的質量操作，也知道朱音的魔法是威嚇用，實力比統吾來的高。統吾因為自尊心作祟而自稱自己和明道一樣強。
穗科 瑞樹
商人。原本的世界氣候溫暖，因此非常喜歡過去吃不到的冰品。
安藤 和臣
前魔王，擔任學生會長。在原本的世界，被信賴的部下背叛，而被流放到這個世界。被背叛的經驗，讓他非常討厭友情和羈絆等感情。
水無瀨 裕子
學生會副會長，日本人，和統吾一樣穿越到異世界，在異世界裡學會魔法，靠著自己的力量發明回到原本世界的魔法。

## 出版書籍
日文版
1. 2010年2月10日初版　ISBN 9784048683319
2. 2010年9月10日初版　ISBN 9784048688345
3. 2011年3月10日初版　ISBN 9784048703178